# Jehan de Bouteiller
Jehan de Bouteiller, né le 26 janvier 1840 à Nantes (Loire-Atlantique) et mort le 6 septembre 1885 à Paris 16e, est un militaire, publiciste et homme politique français.

## Biographie
Petit-fils du député Charles François Bouteiller et frère de Jacques de Bouteiller (1844-1899), Jehan de Bouteiller  es le fils de Jean Baptiste Joseph de Bouteiller et de Jacqueline Louise Le Roy de Lisa. Il est élève au lycée de Nantes, puis intègre l'École navale en 1857, dont il sort le premier en 1859. Enseigne de vaisseau, il participe à la campagne de Cochinchine.
Il avait été fait chevalier de la Légion d'honneur le 10 août 1861 mais rayé des listes le 8 novembre 1873 pour une faute d'honneur. Il est réintégré le 8 mars 1879 compte tenu de ses mérites lors du siège de Paris et de ses faits d'armes à la bataille de Buzenval.
Mis en réforme en 1866, il se tourne vers le journalisme et collabore à différents journaux, dont Le Temps, La Tribune, Le Mot d'ordre ou bien Le Havre.

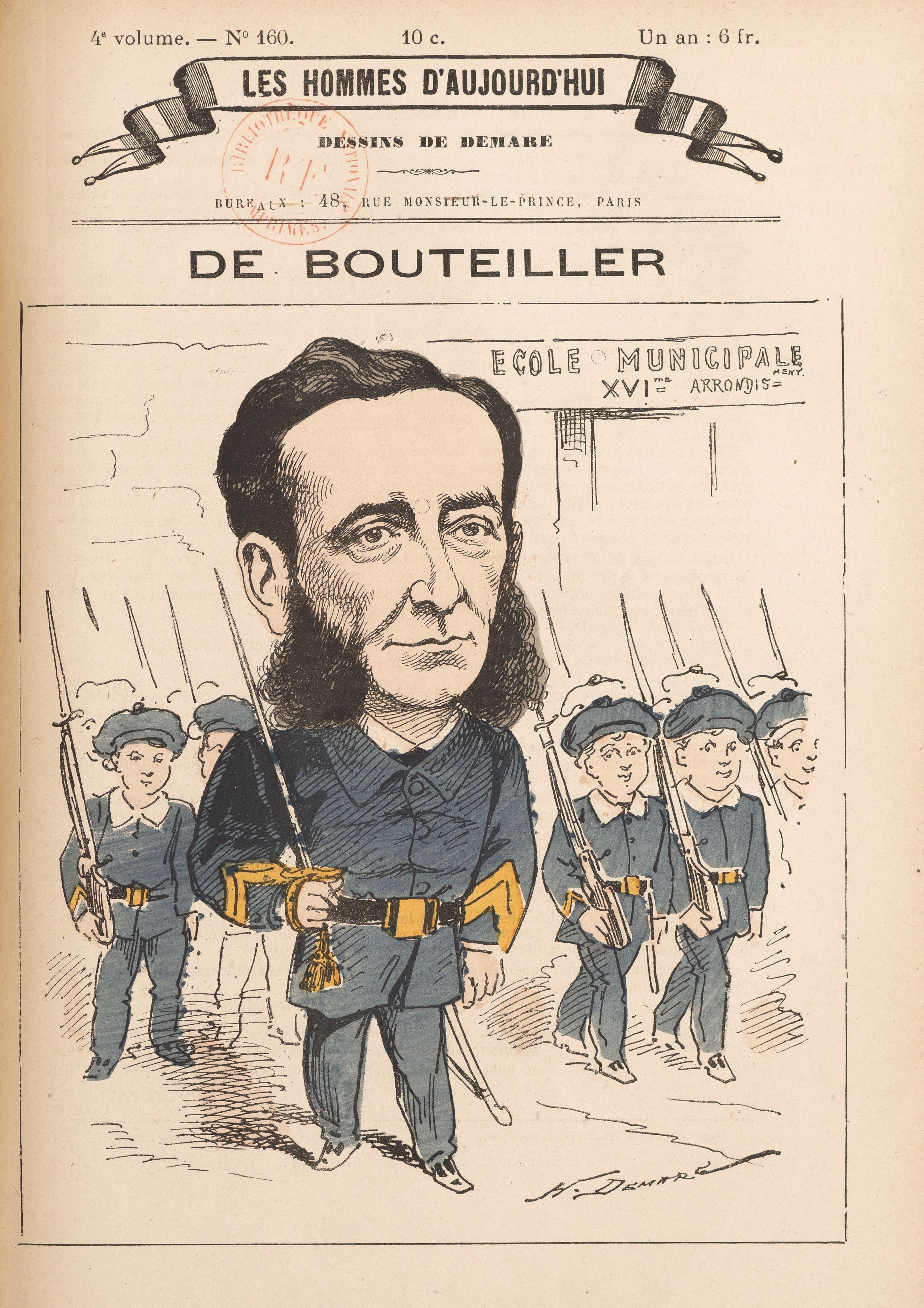
Caricature de Henri Demare pour Les Hommes d'aujourd'hui no 160.

En 1870, Bouteiller commande un bataillon de la garde nationale parisienne.
Élu à la Commune de Paris le 26 mars 1871 par le 16e arrondissement, mais opposant au mouvement communard, il refuse d'y siéger.
Radié de la Légion d'honneur en 1873, il est réintégré dans cet ordre en 1879.
Élu dans le quartier des Bassins (16e arrondissement) en 1879, il siège au conseil municipal de Paris et au conseil général de la Seine jusqu'à sa mort. En tant que conseiller municipal, il s'occupe de questions d’éducation populaire et milite pour la création des bataillons scolaires dans son arrondissement. Il prend la présidence du Conseil municipal de Paris en 1882. L'année suivante, à l'occasion d'une élection législative partielle provoquée par la démission d'Henri Marmottan, il pose sa candidature et arrive en tête du premier tour, malgré une polémique concernant les conditions de sa radiation de la Légion d'honneur et malgré la concurrence d'un autre candidat républicain, Henri Thulié. Ce dernier se désiste entre les deux tours mais il est aussitôt remplacé par Georges Renaud, qui est soutenu par les républicains modérés (« opportunistes ») opposés à la candidature radicale de Bouteiller. Ce dernier est par conséquent battu par le royaliste Louis Calla.
Jehan de Bouteiller a épousé Jeanne Honorine Elisa Alice Kan, mère (d'un premier mariage) de Jeanne Levayer, l'épouse du président Alexandre Millerand. Il est inhumé au cimetière de Passy et sa tombe est ornée d'un médaillon de bronze réalisé par Auguste Rodin,.

## Notices biographiques
- « Notice « Bouteiller (De) » », sur maitron.fr, Le Maitron, dictionnaire bibliographique du mouvement ouvrier et du mouvement social, Association Les Amis du Maitron (consulté le 3 août 2021)
- Nobuhito Nagaï, Les conseillers municipaux de Paris sous la troisième république, 1871-1914, 2002
- Émilien Maillard, Nantes et le département au XIXe siècle : littérateurs, savants, musiciens, & hommes distingués, 1891.

## Liens